# Podilymbus
Podilymbus es un género de aves que pertenece a la familia Podicipedidae. Son zambullidores pequeños nativos del continente americano.

## Especies
Se distinguen las siguientes especies:
- Podilymbus gigas † Griscom, 1929 -- zampullín del lago Atitlán (extinto desde 1989)
- Podilymbus podiceps (Linnaeus, 1758) -- zampullín de pico grueso